# Sandi Morris
Sandi Lynn Morris (Downers Grove, 8 de julio de 1992) es una deportista estadounidense que compite en atletismo, especialista en la prueba de salto con pértiga.
Participó en dos Juegos Olímpicos de Verano, en los años 2016 y 2020, obteniendo una medalla de plata en Río de Janeiro 2016, en el salto con pértiga.
Ganó tres medallas de plata en el Campeonato Mundial de Atletismo entre los años 2017 y 2022, y tres medallas en el Campeonato Mundial de Atletismo en Pista Cubierta entre los años 2016 y 2022.

## Palmarés internacional
| Juegos Olímpicos                     | Juegos Olímpicos          | Juegos Olímpicos | Juegos Olímpicos  |
| Año                                  | Lugar                     | Medalla          | Prueba            |
| ------------------------------------ | ------------------------- | ---------------- | ----------------- |
| 2016                                 | Río de Janeiro (Brasil)   | Medalla de plata | Salto con pértiga |
| Campeonato Mundial                   |                           |                  |                   |
| Año                                  | Lugar                     | Medalla          | Prueba            |
| 2017                                 | Londres (Reino Unido)     | Medalla de plata | Salto con pértiga |
| 2019                                 | Doha (Catar)              | Medalla de plata | Salto con pértiga |
| 2022                                 | Eugene (Estados Unidos)   | Medalla de plata | Salto con pértiga |
| Campeonato Mundial en Pista Cubierta |                           |                  |                   |
| Año                                  | Lugar                     | Medalla          | Prueba            |
| 2016                                 | Portland (Estados Unidos) | Medalla de plata | Salto con pértiga |
| 2018                                 | Birmingham (Reino Unido)  | Medalla de oro   | Salto con pértiga |
| 2022                                 | Belgrado (Serbia)         | Medalla de oro   | Salto con pértiga |